# Едунов, Яков Афанасьевич
Яков Афанасьевич Едунов (30 октября 1896, Суромна, Владимирская губерния — 1985, Москва) — советский деятель спецслужб, генерал-лейтенант госбезопасности; Начальник УКР Смерш — Северо-Западного фронта, 2-го Белорусского фронта и СГВ (1941—1946), начальник Третьего Главного управления МГБ СССР и член Коллегии МГБ СССР (1951—1952).

## Биография
Родился 30 октября 1896 года в деревне Суромна Владимирской губернии. С 1915 года — участник Первой мировой войны.
С 1919 года — в органах госбезопасности — агент Гомельской ВЧК. В 1925 году окончил Высшие курсы ОГПУ. С 1938 года — начальник Управления рабоче-крестьянской милиции УНКВД по Московской области.
С 1941 года — участник Великой Отечественной войны в составе военной контрразведки, оперуполномоченный Управления Особых отделов НКВД СССР и заместитель начальника особого отдела НКВД СССР 50-й армии Брянского фронта. С 1941 года начальник особого отдела НКВД СССР 9-й армии, с 1942 года — 48-й армии, с 1943 года — Приволжского военного округа. С 1943 года — начальник УКР Смерш — Северо-Западного фронта, с 1944 по 1946 годы — Второго Белорусского фронта и Северной группы войск.
С 1946 года — начальник 1-го управления 3-го Главного управления военной контрразведки МГБ СССР. С 1947 года — начальник отдела 2-Н и заместитель начальника Второго ГУ МГБ СССР. С 1951 года — начальник Третьего Главного управления МГБ СССР и член коллегии МГБ СССР. С 1952 года — начальник УКР МГБ СССР — Особого отдела КГБ при СМ СССР Белорусского военного округа.
С 1956 года — в запасе. Умер  3 февраля 1985 года в Москве. Похоронен в колумбарии Ваганьковского кладбища, Москва.

## Награды

### Ордена
- Два Ордена Ленина;
- пять Орденов Красного Знамени (1943, 1944, 1944, 1945, 1951);
- два Ордена Отечественной войны 1-й степени (1944, 1948);
- два Ордена Красной Звезды (1949, 1967).

### Знаки отличия
- Почётный сотрудник госбезопасности.

## Звания
- Старший лейтенант ГБ (1936);
- капитан милиции (1937);
- капитан ГБ (1941);
- майор ГБ (1942);
- полковник ГБ (1943);
- генерал-майор (1943);
- генерал-лейтенант (1944).